# Vrpeć
Vrpeć är en ort i Bosnien och Hercegovina.   Den ligger i entiteten Federationen Bosnien och Hercegovina, i den centrala delen av landet, 80 km väster om huvudstaden Sarajevo. Vrpeć ligger 666 meter över havet och antalet invånare är 302.
Terrängen runt Vrpeć är kuperad. Närmaste större samhälle är Bugojno, 3,3 km norr om Vrpeć. 
I omgivningarna runt Vrpeć växer i huvudsak blandskog. Runt Vrpeć är det ganska tätbefolkat, med 93 invånare per kvadratkilometer.